# Pouakai
Nella mitologia Maori, il Pouākai o Poukai è un mostruoso uccello mangiatore di uomini. L'origine di questo mito può essere l'aquila di Haast (Harpagornis moorei), una grande aquila estinta, che viveva in Nuova Zelanda. L'animale è rinomato per la sua grande forza e per le sue dimensioni che gli permettevano di cacciare i giganteschi moa (che potevano pesare anche 140 kg), e forse anche di cacciare, sporadicamente, esseri umani. L'aquila di Haast si estinse circa 100 anni dopo l'arrivo del Maori, e la causa della sua estinzione sono stati i Maori stessi che hanno sterminato i moa, lasciando l'aquila senza cibo e distruggendo il suo habitat naturale.